# Amiopsis
Ne doit pas être confondu avec Ammiopsis.
Genre
Synonymes
- Megalurus Agassiz, 1833[2]
- Synergus Gistel, 1848[2]
- Urocles Jordan, 1919[2]

Amiopsis est un genre fossile de poissons d’eau douce de la famille des Amiidae (ordre des Amiiformes). Il a vécu du Jurassique supérieur au Crétacé inférieur. Il a été décrit sur la base de fossiles trouvés en Europe. L'espèce type est Amiopsis prisca.

## Liste d'espèces
Selon Paleobiology Database (31 janvier 2021) :
- †Amiopsis damoni (Egerton, 1858)
- †Amiopsis dolloi Traquair, 1911
- †Amiopsis lepidota Agassiz, 1833
- †Amiopsis prisca Kner, 1863
- †Amiopsis woodwardi Sauvage, 1903

## Galerie

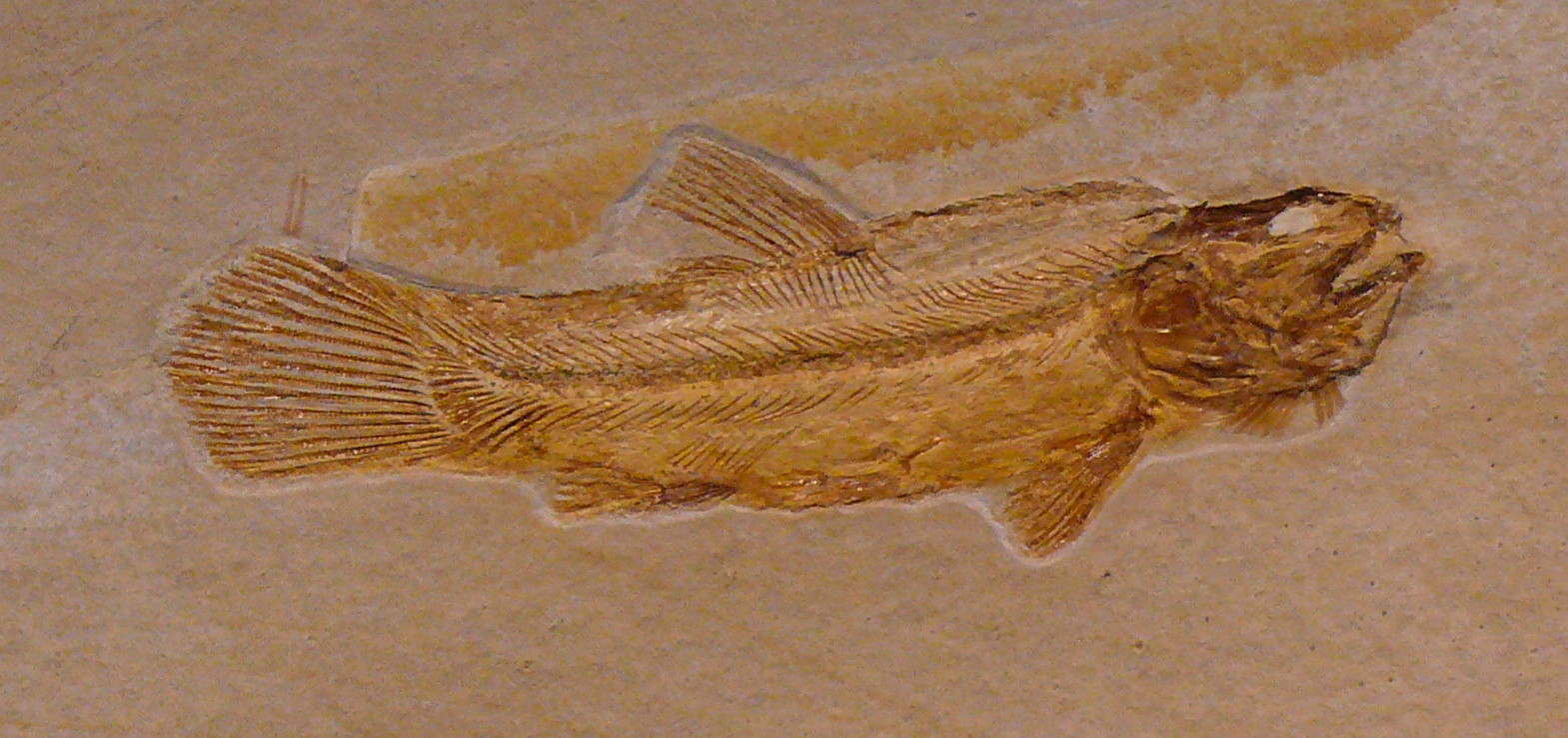
Fossile d’Amiopsis lepidota.
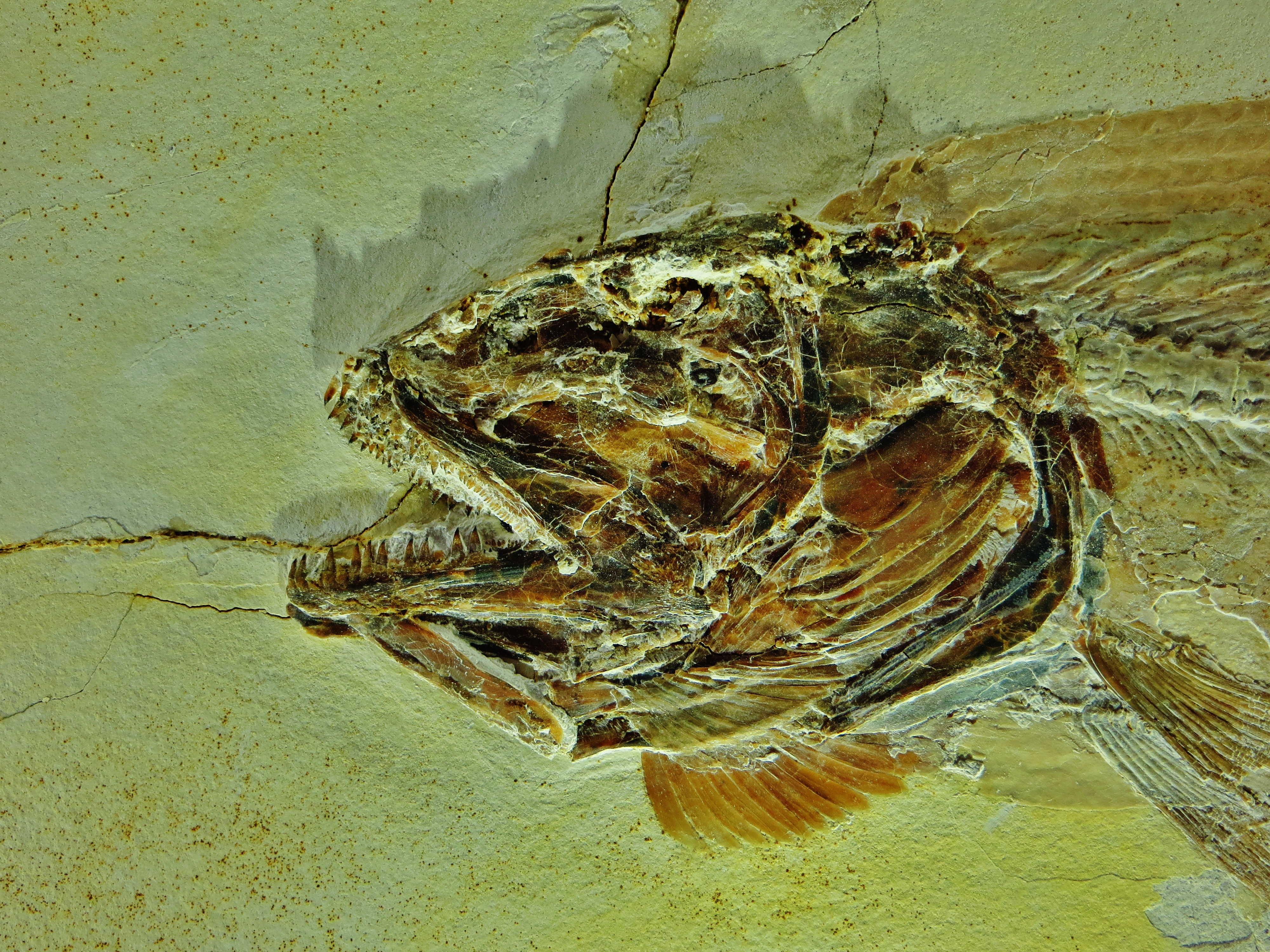
Crâne d’Amiopsis lepidota.
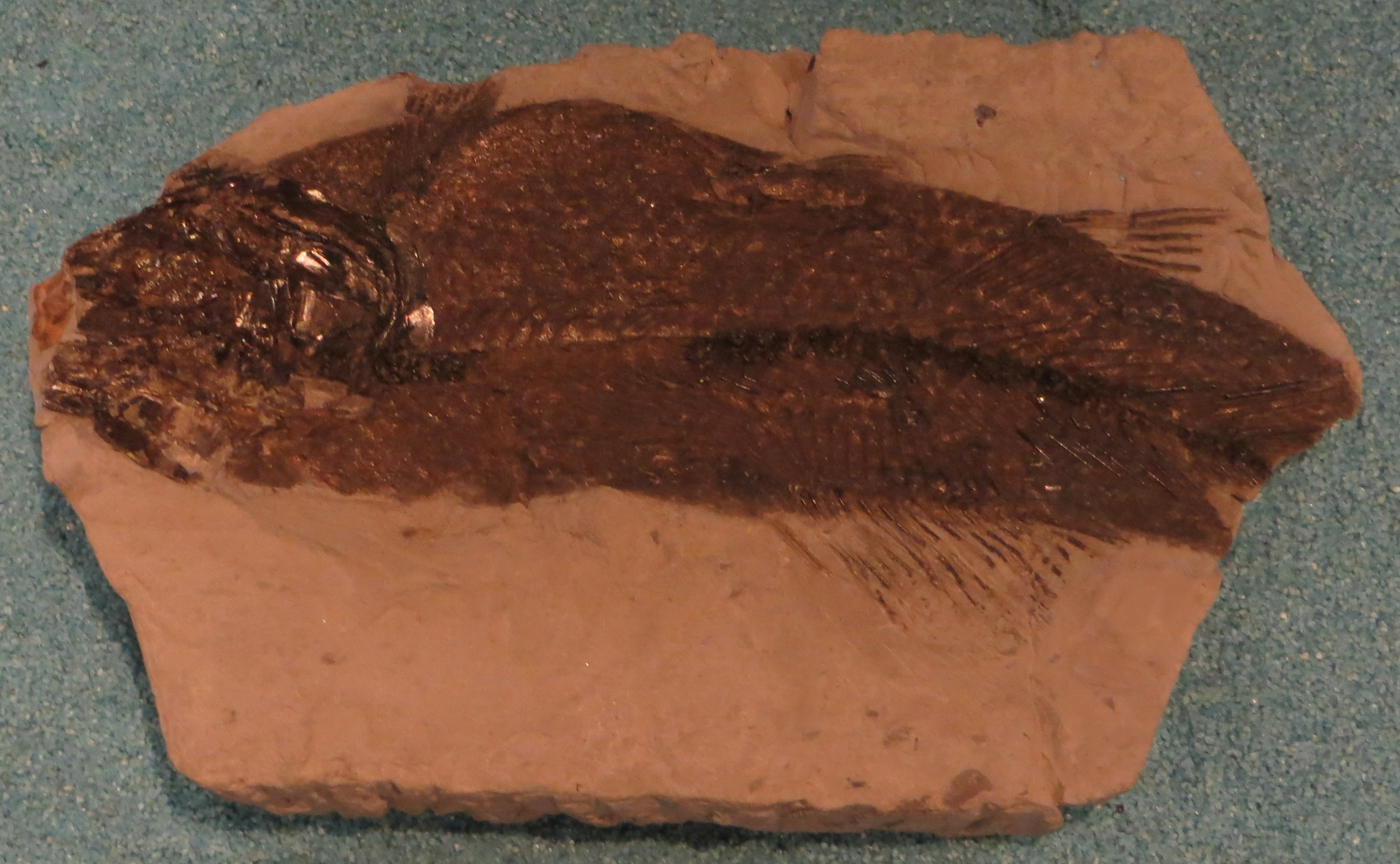
Fossile d’Amiopsis dolloi.

## Publication originale
- (de) Rudolf Kner, « Über einige fossile Fische aus den Kreide- und Tertiärschichten von Comen und Podsused », Sitzungsberichte der Kaiserlichen Akademie der Wissenschaften. Mathematisch-naturwissenschaftliche Classe. Abteilung I, vol. 48,‎ 8 octobre 1863, p. 126-148 (ISSN 0371-4810, lire en ligne).